# Szczucza Hrebla
Szczucza Hrebla (ukr. Щуча Гребля) – wieś na Ukrainie, w obwodzie czernihowskim, w rejonie niżyńskim, w hromadzie Dmytriwka. W 2001 liczyła 325 mieszkańców.